# Ringmauer (Taunus)
Die Ringmauer ist eine 448,9 m ü. NHN hohe Erhebung im deutschen Mittelgebirge Taunus, im rheinland-pfälzischen Rhein-Lahn-Kreis (Deutschland).

## Geographie

### Lage
Die Ringmauer erhebt sich im westlichen Hintertaunus im Naturpark Nassau. Ihr Gipfel liegt 2 km südwestlich von  Obertiefenbach und 0,75 km von dessen Weiler Hof Spriestersbach, 2,75 km nordöstlich von Oberfischbach, 2,25 km nordwestlich von Rettert. Die Erhebung liegt im östlichen Teil des Einrich im Staatsforst Katzenelnbogen. Etwa 2,5 km nordöstlich des Gipfels erhebt sich die Weißler Höhe (456,2 m) in der Nähe des Niedertiefenbacher Ortsteil Hof Bleidenbach.
Südlich und westlich des Berges entspringt der Hasenbach-Zufluss Grundbach.

### Naturräumliche Zuordnung
Die Ringmauer gehört in der naturräumlichen Haupteinheitengruppe Taunus (Nr. 30), in der Haupteinheit Westlicher Hintertaunus (304) und in der Untereinheit Katzenelnbogener Hochfläche (304.9) zum Naturraum Zentrale Katzenelnbogener Hochfläche (304.92). Nach Nordwesten und Westen fällt die Landschaft in den Naturraum Unteres Dörsbach-Tiefenbach-Gebiet (304.91) ab.

## Sehenswertes
Etwa 0,75 km nordöstlich vom Gipfel der Ringmauer liegt am quellnahen Oberlauf des Grundbachs die als Naturdenkmal ausgewiesene Wildweiberhöhle. Ihre Felsformation ist eine gefaltete quarzistische Sandstein-/Taunusquarzit-Schicht des Unterdevons.

## Ringwall Ringmauer
In der Nähe des Gipfels liegt der Ringwall Ringmauer. Er befindet sich etwa 2,5 Kilometer westlich von Oberfischbach und 0,7 Kilometer östlich von Spriestersbach. Die Überreste sind im Gelände nur noch schwach sichtbar und zeichnen sich als steinige Erdstufe von maximal 1,0 Meter Höhe ab. Wie auch bei dem nahe gelegenen Ringwall Weißler Höhe ist anzunehmen, dass die Wallanlage als Steinbruch verwendet wurde und so unter anderem dem Wegebau zum Opfer fiel. Die Wallanlage selbst befand sich hier auf der Bergspitze, die im Norden sehr steil und an den anderen Bergflanken mäßig steil abfällt. 